# Helene Tursten

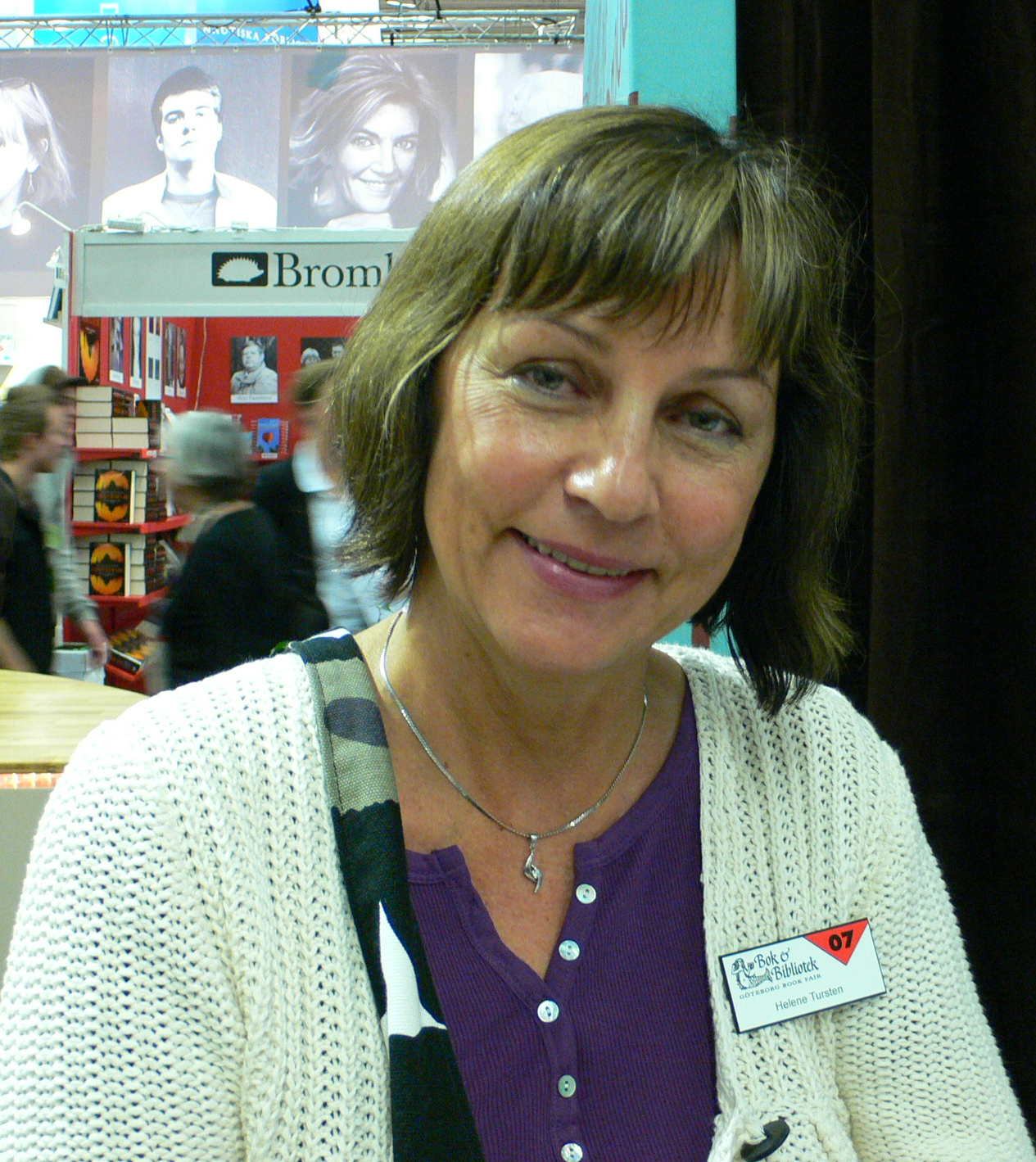
Helene Tursten

Helene Tursten (* 17. Februar 1954 in Göteborg) ist eine schwedische Schriftstellerin.

## Leben
Helene Tursten wurde 1954 in Göteborg geboren. Eine rheumatische Erkrankung zwang Helene Tursten im Alter von 39 Jahren ihren Beruf als Zahnärztin aufzugeben. Seit 1993 schreibt Tursten Kriminalromane. Sie lebt in Sunne/Värmland; ihr Ehemann ist ein ehemaliger Polizist.
Tursten erschuf die Figur der Inspektorin Irene Huss, die in Göteborg ermittelt. Die Protagonistin ist um die 40, Mutter zweier pubertierender Mädchen und ist glücklich verheiratet mit Krister. Sie ermittelt beruflich in Mordfällen und versucht gleichzeitig ihr Familienleben optimal zu regeln.

## Zitate
- „Ich wollte nicht über einen Whisky trinkenden Einzelgänger schreiben. Ich mag es wirklich nicht, wenn sich weibliche Helden in Krimis ebenso aufführen wie ihre männlichen Vorgänger – saufend, fluchend …“ (Helene Tursten)

## Werke

### Die Irene-Huss-Reihe
- 1998 Den krossade tanghästen (Der Novembermörder, dt. von Christel Hildebrandt, btb, München 2000; ISBN 3-442-72554-2)
- 1999 Nattrond (Der zweite Mord dt. von Holger Wolandt, btb Verlag, München 2001, ISBN 3-442-72624-7)
- 2000 Tatuerad torso (Die Tätowierung, dt. von Holger Wolandt, btb, München 2002; ISBN 3-442-75065-2)
- 2000 Glasdjävulen (Tod im Pfarrhaus, dt. von Holger Wolandt, Goldmann, München 2004, ISBN 3-442-73233-6)
- 2002 Guldkalven (Der erste Verdacht, dt. von Lotta Rüegger und Holger Wolandt, btb, München 2005, ISBN 3-442-75135-7)
- 2004 Kvinnan i Hissen (Die Frau im Fahrstuhl, dt. von Holger Wolandt, btb, München 2004, ISBN 3-442-73257-3)
- 2005 Eldsdansen (Feuertanz, dt. von Lotta Rüegger und Holger Wolandt, btb, München 2006, ISBN 3-442-75162-4)
- 2006 En man med litet ansikte (Die Tote im Keller, dt. von Lotta Rüegger und Holger Wolandt; btb, München 2007; ISBN 3-442-75200-0)
- 2009 Det lömska nätet (Das Brandhaus, dt. von Lotta Rüegger und Holger Wolandt; btb, München 2009; ISBN 3-442-75226-4)
- 2010 Den som vakar i mörkret (Der im Dunkeln wacht, dt. von Lotta Rüegger und Holger Wolandt; btb, München 2010; ISBN 978-3-442-75279-9)
- 2012 I sykdd skuggorna (Im Schutz der Schatten, dt. von Lotta Rüegger und Holger Wolandt; btb, München 2012; ISBN 978-3-442-75348-2)

- Mittwintermord (eine Irene-Huss-Erzählung, dt. von Lotta Rüegger, in: Elche im Schnee. Die schönsten Wintergeschichten aus Schweden von Mankell bis Edwardson, Piper, München 2004; ISBN 3-492-24235-9)

### Embla-Nyström-Reihe
- 2015 Jaktmark (Jagdrevier, dt. von Lotta Rüegger und Holger Wolandt; btb, München 2016, ISBN 978-3-442-71313-4)
- 2016 Sandgrav (Sandgrab, dt. von Antje Rieck-Blankenburg; btb, München 2019, ISBN 978-3-442-71803-0)
- 2018 Snödrev (Schneenacht, dt. von Antje Rieck-Blankenburg; btb, München 2021, ISBN 978-3-442-71929-7)

### Anderes
- 2003 Kvinnan i hissen och andra mystiska historier (Die Frau im Fahrstuhl, Zehn unheimliche Geschichten, dt. von Holger Wolandt, Goldmann 2004, ISBN 3-442-73257-3)
- Das alte Lied (Erzählung, dt. von Holger Wolandt, in: Mittsommernachtsliebe. Die schönsten erotischen Geschichten aus Skandinavien, Piper 2006, ISBN 3-492-24720-2)

## Filme
Bisher wurden zehn der Irene-Huss-Krimis als Teile der Reihe Irene Huss, Kripo Göteborg verfilmt. Die schwedische Schauspielerin Angela Kovács, die auch aus den neuen Wallander-Verfilmungen der ARD-Reihe bekannt ist, spielt die Hauptrolle.
Weitere Filme sollen folgen. In Schweden liefen die Filme bereits zwischen August 2007 und Februar 2008; in Deutschland vom 12. Juli bis 15. August 2009 sowie vom 8. April bis 25. Mai 2012 in der ARD.
2021 wurde die Serie mit Huss – Verbrechen am Fjord mit Karin Franz Körlof als Irenes Tochter und Polizeianwärterin Katarina Huss sowie Kajsa Ernst als Irene Huss fortgesetzt.

## Inhaltsangaben

### Der Novembermörder
Der reichste Mann Göteborgs, Richard von Knecht, stürzt an einem regnerischen Novembertag von seinem Balkon in den Tod, direkt vor die Füße seines Sohnes Henrik von Knecht und seiner Frau. Unfall oder Mord? Inspektorin Irene Huss ermittelt.

### Der zweite Mord
Als im Privatkrankenhaus Löwanderska in Göteborg in einer eisigen Februarnacht der Strom ausfällt und der Alarm des Beatmungsgerätes durch die Gänge hallt, eilt Dr. Löwander auf die Intensivstation. Vergebens. Der Patient ist nicht mehr zu retten. Die Krankenschwester, die bei ihm Wache halten sollte, liegt ermordet auf dem Stromaggregat. Eine weitere Schwester ist spurlos verschwunden. Als Inspektorin Irene Huss mit ihren Kollegen am Tatort erscheint, behauptet die einzige Zeugin hartnäckig, Schwester Thekla auf dem Flur gesehen zu haben. Doch das ist unmöglich, denn Schwester Thekla hat sich vor 50 Jahren auf dem Dachboden des Krankenhauses erhängt.

### Die Tätowierung (Roman)
Eines Morgens im Mai wird am Fjordufer von Göteborg eine grausam zugerichtete männliche Leiche gefunden. Wer ist der Tote? Die Polizei tappt lange im Dunkeln, und als die Nebel sich lichten, ist es fast schon zu spät.

### Tod im Pfarrhaus
Drei Leichen geben der Polizei Rätsel auf – ein Pfarrer und seine Frau wurden im Schlaf erschossen, der gemeinsame Sohn liegt tot im Sommerhaus. Hat man es mit einer Familientragödie zu tun? Sind die Täter gar in kirchlichen Kreisen zu suchen? Die Recherchen führen Irene Huss bis nach England – zu einem Abgrund aus verwirrter Liebe und falsch verstandener Solidarität.

### Die Frau im Fahrstuhl
Elf unheimliche Erzählungen von der schwedischen Bestsellerautorin Helene Tursten: gruselig spannend und voller Raffinesse. Hochspannung vom Feinsten, diesmal mit einem gehörigen Schuss Übersinnlichem versehen.

### Der erste Verdacht
Ein neuer Fall für Irene Huss, Kriminalinspektorin aus Göteborg: Der 50-jährige Hotel- und Restaurantbesitzer Kjell B. Ceder wird in seiner luxuriösen Villa erschossen aufgefunden. Eifersuchtsdrama oder eiskaltes Verbrechen?

### Feuertanz
Ein neuer Fall für Irene Huss, Kriminalinspektorin aus Göteborg: In einem niedergebrannten Schuppen wird die Leiche der jungen Choreografin Sophie gefunden. Unfall oder Mord? Sophie ist nicht das erste Brandopfer in der Familie. Vor Jahren kam ihr Stiefvater auf ganz ähnliche Weise ums Leben. Unter dringendem Tatverdacht damals: die kleine Sophie.

### Die Tote im Keller
In einem alten Erdkeller, irgendwo in Göteborg, wird die Leiche eines jungen Mädchens gefunden. Sie wurde über einen langen Zeitraum gefangen gehalten, missbraucht und anschließend brutal ermordet. Die Identität des Mädchens bleibt lange Zeit im Dunkeln, denn niemand scheint sie zu vermissen. Erste Spuren führen ins Rotlichtmilieu, bis schließlich eine weitere Spur nach Teneriffa führt, wo Irene Huss nur denkbar knapp einem Attentat entgeht. Doch der Mörder ist näher, als die Ermittler ahnen.

### Das Brandhaus
In Göteborg werden zwei Mädchenleichen gefunden. Die bei ihnen am BH und einem Höschen gefundene Dessous-Marke deutet nach ersten Erkenntnissen auf ein und denselben Täter hin. Als dann eine mumifizierte Leiche in einem Abrisshaus gefunden wird und der Bandenkrieg in der Stadt zu eskalieren droht, wächst dem Ermittlerteam um Irene Huss vor Stress die Sache beinahe über den Kopf. Zudem muss sich Irene noch mit ihrer neuen unsympathischen Chefin herumplagen. Und das ist nicht gerade hilfreich für einen schnellen Ermittlungsfortgang der Fälle.

### Der im Dunkeln wacht
Ein Serienmörder – psychopathischer Stalker – schlägt zu. Bald stellt Irene Huss fest, dass er es auch auf sie abgesehen hat. Zusätzlich taucht die Vergangenheit wieder auf, die Geschehnisse aus Feuertanz rücken wieder ins Licht.

## Irene Huss
Die Hauptakteurin der meisten Werke von Helene Tursten ist Irene Huss, die zwei Jahre vor Geburt ihrer Zwillinge Europameisterin im Jiu Jitsu geworden ist. Sie ist eine der seltenen Frauen mit dem schwarzen Gürtel des 3. Dan. Deswegen trainiert sie meist mit Männern, aber auch, weil zurzeit nicht viele Frauen diesen Sport betreiben. Im Moment trainiert sie deshalb auch die Polizeigruppe im Jiu Jitsu. Doch seit sie Mutter geworden ist, musste sie ihr Training, zu ihrem Leidwesen, zurückfahren. Zusammen mit ihrem Mann Krister, einem Koch im Glady’s Corner (einem der gefragtesten Restaurants Göteborgs, das auch schon mit einem Stern versehen wurde), ihren Töchtern und dem alten Hund Sammie wohnen sie in einem Reihenhaus.
Die Zwillinge Jenny und Katarina sind inzwischen im Teenageralter. Jenny ist überzeugte Vegetarierin, später auch Veganerin, und spielte früher in der Band Polo. Sie entschließt sich wenig später eine Ausbildung als Köchin in einem Restaurant für vegane Küche zu machen und in die Fußstapfen ihres Vaters zu treten. Katarina hat zurzeit einen Freund, mit dem sie viel unternimmt. Sie trainiert auch wie ihre Mutter Jiu Jitsu.
Im weiteren chronologischen Verlauf der Bände werden die Töchter erwachsen und verlassen das Haus. Sammy stirbt, an seine Stelle tritt in Der im Dunkeln wacht der Dackel Egon. In diesem Band entschließen sich Irene und Krister, in eine Stadtwohnung zu ziehen.

## Ermittlerteam des Dezernates in Göteborg (Irene-Huss-Reihe)
Zum Ermittlerteam des Dezernates Göteborg zählen neben Irene Huss Tommy Persson, Kommissar Sven Andersson, nach dessen Versetzung in den Ruhestand Kommissarin Efva Thylqvist, Jonny Blom, Fredrik Stridh, Hannu Rauhala, Birgitta Moberg-Rauhala, seit dem 5. Band (Der erste Verdacht) auch Kajsa Birgersdotter und im entfernteren Sinne auch Svante Malm von der Spurensicherung und die Chefin der Gerichtsmedizin Prof. Dr. Yvonne Stridner.

### Tommy Persson
Tommy ist Irenes bester und ältester Freund. Sie lernten sich schon auf der Polizeischule kennen und pflegten dort vermutlich den Kontakt, da sie die einzigen beiden waschechten Göteborger waren. Tommy ist mittlerweile von seiner Frau Agneta geschieden, die auch Irenes beste Freundin war. Die drei Kinder bleiben erst einmal bei Agneta, die nun mit einem Arzt zusammenlebt.

### Kommissar Sven Andersson
Kommissar Sven Andersson ist eigentlich schon viel zu alt für den Dienst. Er hätte schon längst in Rente sein können, jedoch hält er sich wacker. Allerdings sorgt die Arbeit nicht gerade für eine Besserung seines Bluthochdrucks und Asthmas. Er ist nicht verheiratet, pflegt aber den Kontakt zu der Londonerin Donna, für die er nun versucht, sein Englisch erheblich zu verbessern. Im Übrigen hält er nicht besonders viel von Frauen bei der Arbeit. Er ist der festen Überzeugung, dass Frauen an den Herd ins wohlbehütete Heim gehören und sich um Haus und Familie kümmern sollten. Und wenn sie schon zur Arbeit gehen müssen, warum dann ausgerechnet zu ihm ins Dezernat für Gewaltverbrechen; das ist doch nun wahrlich nicht die geeignetste Umgebung für solch zarte Gemüter. Erst kam Irene, dann Birgitta und jetzt auch noch Kajsa. Doch am allerliebsten hat er Prof. Dr. Yvonne Stridner, die Chefin der Gerichtsmedizin, da sie unheimlich selbstsicher und selbstbewusst ist. Auch ihre Eigenschaft, dass sie stets mit allem recht hat, macht sie beim Kommissar nicht gerade beliebter.

### Efva Thylkvist
Ab dem neunten Band Nachfolgerin von Kommissar Sven Andersson. Hat ebenfalls Probleme mit den weiblichen Ermittlern. Im zehnten Band gerät sie selbst in den Mittelpunkt – mehr soll, um die Spannung des Bandes nicht zu zerstören, zunächst nicht ausgeführt werden.

### Jonny Blom
Jonny ist Vater von vier Kindern und der Schwachkopf unter den Ermittlern. Er sagt Sachen, die sich andere nur denken, und schafft es immer wieder, von einem Fettnäpfchen ins nächste zu trampeln. Allerdings hat er auch so seine spezielle Art mit den weiblichen Kollegen umzugehen, z. B. wurde er schon verdächtigt, Birgitta Schmuddelbildchen zuzustecken. Sein anderes Problem ist, dass er keinen Tropfen Alkohol stehen sehen kann, allerdings hat er sich deutlich gebessert, seit seine Frau gedroht hat, die Scheidung einzureichen, wenn er nicht mit dem Trinken aufhört. Nun kommt er nicht mehr völlig verkatert am Montagmorgen zur Arbeit.

### Fredrik Stridh
Über Fredrik lässt sich nicht viel sagen. Er ist ruhig, macht seine Arbeit sehr gut und gewissenhaft. Auf ihn kann man sich in jeder Situation verlassen.

### Hannu Rauhala
Hannu ist Finne, lebt aber schon seit längerem in Göteborg. Er ist sehr ruhig, doch wenn er etwas sagt, dann hat das Hintergrund, Fakten als Grundlage und ein gut durchdachtes Gebilde. Seit dem 5. Band (Der erste Verdacht) ist er im Vaterschaftsurlaub. Seine Position nimmt in dieser Zeit Kajsa ein, worüber der Kommissar nicht gerade erfreut ist, da dies noch eine Frau mehr im Team bedeutet. Allerdings kommt er im 6. Band (Feuertanz) aus dem Vaterschaftsurlaub zurück und nimmt seinen Job wieder auf.

### Birgitta Moberg-Rauhala
Birgitta ist die zweite weibliche Ermittlerin im Team um Kommissar Sven Andersson. Sie ist wirklich hübsch und wurde deswegen auch schon belästigt. Damals wurde Jonny verdächtigt, ihr Schmuddelbildchen zuzustecken. Jedoch haben diese Eskapaden aufgehört, und nun ist sie mit Hannu verheiratet, der erst im Vaterschaftsurlaub war, nun aber wieder mit dabei ist. Im achten Band erleidet sie eine Fehlgeburt und hat mit den Folgen derselben zu kämpfen. Sie bleibt daher lange Zeit im Krankenhaus.

### Kajsa Birgersdotter
Kajsa ist erst seit dem 5. Band dabei als Vertretung für Hannu. Soweit man das bis jetzt beurteilen kann, ist sie ziemlich hart im Nehmen, da sie selbst nach einem Krankenhausaufenthalt noch zur Arbeit geht und dies für selbstverständlich hält. Ansonsten ist sie ziemlich ruhig und zurückhaltend. Allerdings kehrt Hannu im 6. Band (Feuertanz) wieder zurück und damit wird auch Kajsa wieder in ihr ursprüngliches Dezernat zurückversetzt.

### Svante Malm
Svante Malm ist ein sommersprossiger, rothaariger Gute-Laune-Mann. Er ist nie schlecht drauf, aber auch das kann einem auf die Nerven gehen. Da er von der Spurensicherung ist, kennt er sich sehr gut mit allen Naturwissenschaften aus.

### Prof. Dr. Yvonne Stridner
Und zu guter (oder auch nicht guter) Letzt die Professorin Doktor Yvonne Stridner. Mit ihrem flammend roten Haar rauscht sie an einen Tatort, zieht nach kürzester Zeit Schlüsse, wie und wo der Tote gestorben sein könnte. Sie verspricht meist die Obduktion so schnell wie möglich durchzuführen, und diese bestätigen ihre Schlüsse meistens. Das erste und letzte, was man von ihr hört, sind die Geräusche ihrer klappernden Absätze, die ihre hochhackigen Schuhe hinterlassen. Und so sicher wie, dass der Kommissar jedes Mal einen roten Kopf kriegt, wenn etwas nicht so läuft, wie er sich vorstellt, so sicher ist auch, dass ihn Prof. Dr. Stridner jedes Mal auf die Palme bringt, wenn sie erscheint oder auch nur sonst etwas tut, was so gar nicht zu dem Muster passen will, das er bisher für den jeweiligen Fall ausgearbeitet hat. Außerdem wirkt sie zumeist wie eine Direktorin, die immer recht hat, und deshalb kommt man sich bei ihr doch häufig eher wie ein 3-jähriger als wie ein Erwachsener vor. Denn wenn sie mal einen Vortrag im Präsidium hält, zieht sogar der Kommissar seinen Kopf ein.

### Linda Holm
Sie gehört nicht direkt zum Team um Kommissar Andersson, taucht aber erstmals im siebten Band der Reihe auf und spielt eine durchaus wichtige Rolle bei den Ermittlungen. Sie leitet das Dezernat für Menschenhandel. In ihrer Funktion kann sie Irene Huss und ihre Kollegen wichtige Informationen und Details liefern, die sich im weiteren Verlauf als sehr hilfreich erweisen.